# Friedrich von Hefner-Alteneck
Friedrich Heinrich Philipp Franz von Hefner-Alteneck (Aschaffenburg, 27 aprile 1845 – Biesdorf, 6 gennaio 1904) è stato un ingegnere tedesco e uno degli assistenti più vicini a Werner von Siemens.

## Biografia

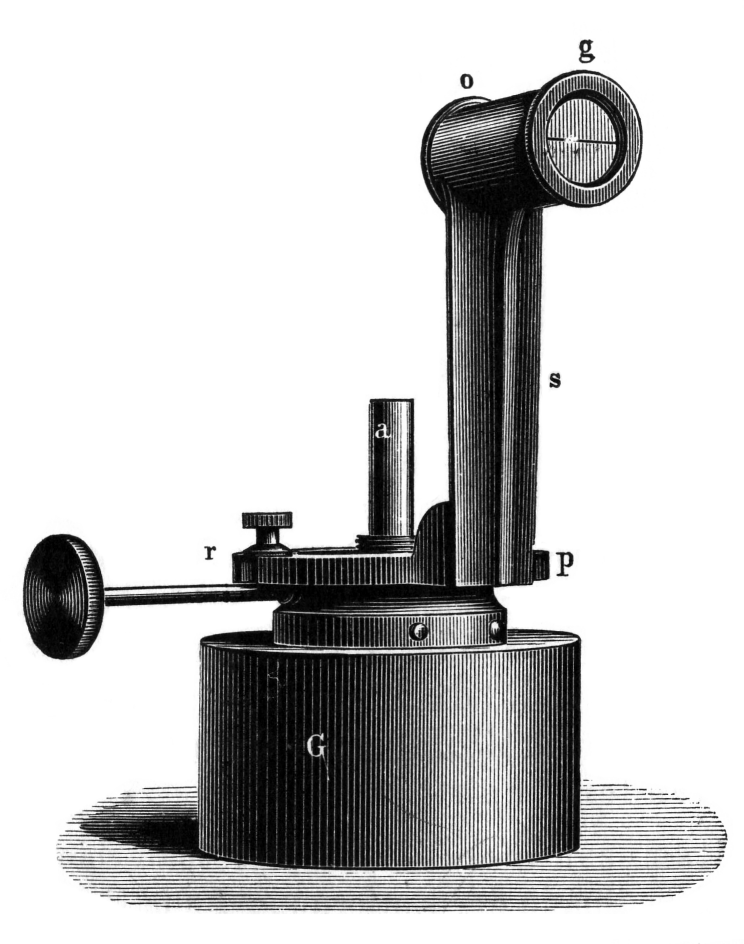
Lampada di Hefner

Egli è ampiamente ricordato per l'invenzione della lampada di Hefner, che fornì l'intensità luminosa utilizzata in Germania, Austria e Scandinavia dal 1890 al 1942. La misura è stata chiamata Hefnerkerze (HK). L'Hefnerkerze fu sostituito negli anni '40 dalla moderna unità SI, la candela.
Nel 1884 sposò Johanna von Piloty, figlia del pittore Karl Theodor von Piloty.
Fu eletto membro della Royal Swedish Academy of Sciences nel 1896.